# Vue panoramique prise de la Seine
Pour plus de détails, voir Fiche technique et Distribution.
Vue panoramique prise de la Seine est un film de Georges Méliès sorti en 1900 au début du cinéma muet.